# Ділянка Різниківська
Ділянка Різниківська — ботанічний заказник місцевого значення, створений з метою збереження цінних та типових природних комплексів Розпорядженням голови обласної державної адміністрації № 539 від 01.07.2016 року «Про оголошення ботанічного заказника місцевого значення „Ділянка Різниківська“». Об'єкт площею 80 га розташований на території Бахмутського району Донецької області, на північний захід від меж існуючого ботанічного заказника місцевого значення Крейдяна рослинність біля села Кірове.
Головною рисою території є насиченість її рідкісними, реліктовими, зникаючими і ендемічними видами, які поєднані в окремий петрофітний флористичний комплекс степових рослин.

## Флора
Флора ділянки налічує близько 150 видів. Про ботанічну цінність свідчить також факт широкого розповсюдження таких видів: Stipa lessingiana, Stipa capillata, Stipa pennata, Stipa tirsa і Stipa ucrainica. Всі вони внесені до Червоної книги України. Особливістю рослинності крейдяних відслонень є наявність рослин-піонерів крейдяних субстратів — як правило, облігатних кальцефілів і геліофілов, як то місцями домінуючий Hyssopus cretaceus. Значні площі заповідної території, на відносно гумусованих субстратах біля підніжжя і вершини схилу, займає Artemisia salsoloides. Крім вищевказаних видів, виділяються ендеміки Слов'янсько-Артемівського геоботанічного району, такі як: Astragalus cretophylus, Onosma tanaitica, Scorphularia cretacea, Silene cretacea і багато інших.
Заказник «Ділянка Різниківська» також є частиною об'єкту Смарагдової мережі України.